# 熊谷望那
熊谷 望那（くまがい もな、1994年3月11日 - ）は、東北放送のアナウンサー。

## 来歴・人物
岩手県二戸市出身。岩手県立盛岡第一高等学校、東北大学法学部卒業後、2016年東北放送に入社。
身長166cm。中学・高校時代はテニス部と弓道部に所属し、大学時代はテニスサークルに所属していた。また在学中の2014年には「せんだい・杜の都親善大使」を務めた。
大学2年の春休みにフィリピンへ短期留学した。
2022年12月17日放送のサタデーウォッチン内で結婚を発表した。
高校の同級生に元石川テレビアナウンサーの今井友理恵がいる。
兄弟は姉が一人。
2024年7月10日放送のEn∞Voyageで翌日から産休に入ることを発表した。
2025年6月第一週に復職した。

## 現在の担当番組
- TBCニュース
- 河北新報ニュース

## 過去の出演番組
- イチについて。TBC（2016年 - 2018年4月1日）
- サンドの新春初売りTV（2017年1月1日）
- こじまップ～久米島・楽天キャンプの歩き方（2016年12月21日）
- スポっち!（2017年4月1日 - 2018年3月31日）- メインキャスター
- One Switch Cafe MC（2019年4月 - 6月）
- 「みのもんたのズバッと生中継！ みやぎの裏側」(2020年2月26日、レポーター)
- ウォッチン!みやぎ（2018年4月2日 - 2020年3月）- 月・火・水曜日MC
- ロジャー大葉のラジオな気分 - 木曜アシスタント（2020年4月～2021年9月　2019年4月～2020年3月と2017年10月 - 2018年9月は金曜ラジオカー担当）
- 招福！初売りTV2021　(2021年1月1日)
- ダケジャナイ仙台　ディープスポット満喫SP (2022年3月12日)
- ラジオな気分 フライデーフライデー - (ラジオカー担当、2022年4月～2022年6月　2020年4月～2021年9月はアシスタント)
- GoGoはみみこい ラジオな気分（ラジオカー、水曜日担当、2022年7月～2022年11月）
- ウォッチン！スペシャル ラーメン王子GP2022　(レポーター、2022年12月7日)
- サタデーウォッチン!（2019年4月 - 2023年3月25日）- リポーター・MC
- サンドのぼんやり〜ぬTV（2018年3月31日 - 2023年4月22日 ）- 3代目アシスタント[注釈 1]
- Nスタみやぎ（水 - 金曜日担当、2022年7月～2024年3月）
- TBCこども音楽コンクール（2018年10月 - 2024年7月 ）
- En∞Voyage（水曜日、2024年4月-2024年7月）[5]
- ヒーローインタビュー(-2024年7月)
- tbc Today